# Florizel Glasspole
Sir Florizel Augustus Glasspole (ur. 25 września 1909 w Kingston, zm. 25 listopada 2000 tamże) – jamajski polityk, gubernator generalny Jamajki w latach 1973-1991.
Glasspole należał do Ludowej Partii Narodowej, do której wstąpił w 1930. Przed uzyskaniem przez Jamajkę niepodległości pełnił funkcję ministra edukacji w rządzie Normana Manleya (1955-1962). Ponownie był ministrem tego resortu w latach 1972-1973. W 1973 został gubernatorem generalnym Jamajki, po 18-letnim okresie pełnienia urzędu jego następcą został sir Howard Cooke.